# English Teacher
Pour les articles homonymes, voir English Teacher (homonymie).
English Teacher est un groupe britannique de post-punk, originaire de Leeds et du Lancashire. Formé en 2020, il est composé de la chanteuse Lily Fontaine, du guitariste Lewis Whiting, du batteur Douglas Frost et du bassiste Nicholas Eden. En septembre 2024, le groupe est récompensé du Mercury Prize, qui récompense le meilleur album britannique ou irlandais, pour son premier album studio This Could Be Texas, sorti chez Island Records.

## Histoire

### Débuts
Le groupe se forme au conservatoire de Leeds (en). Ils commencent à l'origine comme groupe de dream pop appelé « Frank » en 2018 avant de jouer leur premier concert en tant que English Teacher en 2020. La chanteuse Lily Fontaine déclare à propos de ce changement : « Le groupe que nous étions avant, et le groupe que nous sommes maintenant, sont tellement différents. Je pense que nous avons bénéficié du temps dont nous avons bénéficié pour nous comprendre ». 
Le premier single du groupe, R&B, sorti en 2021, suscite à la fois des éloges de la critique et une diffusion radiophonique grand public. La chanson voit Fontaine considérer sa place dans le monde blanc et masculin du rock indépendant en tant que femme métisse. Ils sortent l'EP Polyawkward (en) en avril 2022 via Nice Swan Records. Le NME le qualifie de « premier EP délicieusement acide, sur une bande-son d'art-punk agité ». Le groupe apparaît dans le Later… with Jools Holland en novembre 2023. Leur morceau Nearly Daffodils est nommé l'une des 10 meilleures chansons de 2023 par le magazine Time. 
En janvier 2024, le groupe annonce son premier album This Could Be Texas, sorti le 12 avril chez Island Records. L'album est bien accueilli par les critiques et remporte le Mercury Prize 2024,. En 2024, English Teacher est également nommé nouveau venu de l'année aux Northern Music Awards. Télérama indique que le groupe « se distingue de ses contemporains post-punk notamment par ses racines nordistes, alors que la scène londonienne domine le pays ».

### This Could Be Texas
English Teacher sort son premier album studio, This Could Be Texas (en), le 12 avril 2024 via Island Records. L'album reçoit un accueil critique très favorable. The Line of Best Fit suggère qu'il « pourrait être l'un des meilleurs débuts de la décennie, avec chaque membre du groupe brillant par ses capacités et son savoir-faire ». Il loue également le « charme nordique » du groupe. Le 5 septembre 2024, l'album remporte le Mercury Prize 2024,. Les juges déclarent que leur album se démarque « par son originalité et son caractère »  et affiche une « nouvelle approche du format traditionnel du groupe de guitare ». La victoire d'English Teacher au Mercury Prize met fin à une série de neuf années consécutives de récompenses pour des talents basés à Londres, suscitant des discussions sur la disparité des opportunités pour les musiciens à travers le Royaume-Uni.

## Membres
- Lily Fontaine – chant, guitare rythmique, synthétiseur
- Lewis Whiting – guitare solo, synthétiseur
- Douglas Frost – batterie, piano, synthétiseur, chant
- Nicholas Eden – basse

## Discographie

### Albums studio
- 2024 : This Could Be Texas (Island Records)
- 2024 : Live at the Brudenell Social Club (Island Records)

### EP
- 2022 : Polyawkward (Nice Swan Records)

### Singles
- 2020 : You Won't Believe How Beautiful She Is When It Has Snowed
- 2021 : R&B (Nice Swan Records)
- 2023 : Song About Love (Speedy Wunderground)
- 2023 : World's Biggest Paving Slab (Island Records)
- 2023 : Nearly Daffodils (Island Records)
- 2023 : Mastermind Specialism
- 2024 : Albert Road

## Distinctions
- 2024 : Mercury Prize dans la catégorie « album de l'année » pour This Could Be Texas[19].